# اچ‌ام‌اس سان‌فیش (۸۱اس)
اچ‌ام‌اس سان‌فیش (۸۱اس) (به انگلیسی: HMS Sunfish (81S)) یک زیردریایی بود که طول آن ۲۰۸ فوت ۹ اینچ (۶۳٫۶۳ متر) بود. این زیردریایی در سال ۱۹۳۶ ساخته شد.